# Dmitri Sergejewitsch Anitschkow
Dmitri Sergejewitsch Anitschkow (russisch Дмитрий Сергеевич Аничков, wiss. Transliteration Dmitrij Sergeevič Aničkov; * 1733; † 30. Apriljul. / 11. Mai 1788greg. in Moskau) war ein russischer Philosoph, Aufklärer, Logiker und Mathematiker, er lehrte als Professor an der Universität Moskau.

## Leben
Er studierte am Priesterseminar der Dreifaltigkeitslavra und an der Moskauer Universität.
Anitschkow war Anhänger der philosophischen Schule von Christian Wolff  (1679–1754), einem rationalistischen Naturphilosophen der deutschen Aufklärer. Er war auch beeinflusst von dem englischen Philosophen John Locke (1632–1704).
In seinen Überlegungen zum religiösen Glauben vertrat Anitschkow die Ansicht, dass dieser einen natürlichen Ursprung habe, dass Religionen aus Angst, Phantasiegebilden und aus Überraschung entstünden. Anitschkow beschäftigte sich auch mit den Problemen des Verhältnisses zwischen Sprache und Denken, dem Ursprung und der Entwicklung philosophischer und wissenschaftlicher Konzepte, wobei er die Theorie von der Angeborenheit der Ideen ablehnte und eine sensualistische Position einnahm. Er war ein Verfechter des Deismus.